# Wereldbeker schaatsen 2008/2009 - Wereldbeker 1 - Ploegenachtervolging mannen

## Uitslag
| rang   | team             | tijd    | punten |
| ------ | ---------------- | ------- | ------ |
| Goud   | Canada           | 3.47,29 | 100    |
| Zilver | Duitsland        | 3.47,37 | 80     |
| Brons  | Japan            | 3.48,02 | 70     |
| 4      | Italië           | 3.48,74 | 60     |
| 5      | Polen            | 3.49,98 | 50     |
| 6      | Verenigde Staten | 3.50,51 | 45     |
| 7      | Rusland          | 3.50,65 | 40     |
| 8      | Zuid-Korea       | 3.51,26 | 36     |
| 9      | Zweden           | 3.51,37 | 32     |
| 10     | China            | 3.54,87 | 28     |
| 11     | Roemenië         | 3.59,87 | 24     |
| 12     | Tsjechië         | 4.01,40 | 21     |
| 13     | Nederland        | DNF     | 0      |

## Loting
| rit | binnenbaan | buitenbaan       |
| --- | ---------- | ---------------- |
| 1   | Zuid-Korea |                  |
| 2   | Roemenië   | China            |
| 3   | Tsjechië   | Verenigde Staten |
| 4   | Polen      | Zweden           |
| 5   | Japan      | Rusland          |
| 6   | Duitsland  | Canada           |
| 7   | Nederland  | Italië           |